# Kujō Motoie
Kujō Motoie (九条基家?   1203 - 7 de agosto de 1280) fue un poeta y cortesano japonés que vivió en la primera mitad de la era Kamakura. Su padre fue el sesshō Kujō Yoshitsune y su madre fue la hija de Matsudono Motofusa; perteneció al clan Fujiwara. Es considerado como uno de los treinta y seis nuevos inmortales de la poesía.
Fue nombrado noble en 1215 y en 1217 fue promovido a Jusanmi, siendo ascendido a Shōsanmi en 1218. En ese mismo año fue nombrado Gonchūnagon y en 1220 como Gondainagon. En 1221 fue promovido a Shōnii, en 1231 se le nombró Gonnaidaijin y ascendido a Naidaijin en 1237, pero decidió renunciar y retirarse como cortesano al año siguiente. Fallecería en 1280 a la edad de 78 años.
Su afición a la poesía waka sería desarrollada posterior a la Guerra Jōkyū (1221) participando en varios concursos de waka en 1232, 1236, 1256, 1261, 1265 y 1278. Participó también en los círculos poéticos organizados por la familia Kujō y del Emperador Go-Toba y posteriormente en los organizados por el Retirado Emperador Go-Saga.
En cuantos a sus obras, realizó una colección privada de poemas alrededor de 1253 llamada Kumoba-shū (雲葉集?). También hizo una compilación de poemas llamado Shinsen Wakasen (新撰歌仙?) y 79 de sus poemas fueron incluidos en diversas antologías imperiales, a partir del Shokugosen Wakashū.